# Anna-Stina Åberg
Anna-Stina Åberg, född 1941, är en svensk silversmed.  
Åberg studerade vid Konstindustriskolan i Göteborg 1958–1962 och efter praktikarbete etablerade hon en egen silverateljé 1966 där hon arbetade med korpusföremål i silver. Åberg är representerad vid bland annat Nationalmuseum i Stockholm, Malmö museum och Värmlands museum i Karlstad.